# Race of Champions 1969
Race of Champions 1969 je bila neprvenstvena dirka Formule 1 v sezoni 1969. Odvijala se je 16. marca 1969 na dirkališču Brands Hatch.

## Rezultati

### Dirka
| Poz | Št | Dirkač          | Moštvo                         | Konstruktor      | Krogi | Čas/Odstop          | Št. m. |
| --- | -- | --------------- | ------------------------------ | ---------------- | ----- | ------------------- | ------ |
| 1   | 7  | Jackie Stewart  | Matra International            | Matra-Cosworth   | 50    | 1,13:10,4           | 2      |
| 2   | 1  | Graham Hill     | Team Lotus Ltd                 | Lotus-Cosworth   | 50    | + 7,0 s             | 1      |
| 3   | 3  | Denny Hulme     | Bruce McLaren Motor Racing Ltd | McLaren-Cosworth | 50    |                     | 7      |
| 4   | 14 | Jo Siffert      | Rob Walker Racing Team         | Lotus-Cosworth   | 50    |                     | 3      |
| 5   | 11 | Jackie Oliver   | Owen Racing Organisation       | BRM              | 48    | +2 kroga            | 8      |
| 6   | 15 | Pete Lovely     | Pete Lovely Volkswagen Inc,    | Lotus-Cosworth   | 46    | +4 krogi            | 9      |
| Ods | 2  | Jochen Rindt    | Team Lotus Ltd                 | Lotus-Cosworth   | 38    | Pritisk olja        | 4      |
| Ods | 12 | Pedro Rodríguez | Reg Parnell (Racing)           | BRM              | 32    | Motor               | 11     |
| Ods | 6  | Jacky Ickx      | Brabham Racing Organisation    | Brabham-Cosworth | 23    | Dovod goriva        | 10     |
| Ods | 5  | Jack Brabham    | Brabham Racing Organisation    | Brabham-Cosworth | 19    | Vžig                | 5      |
| Ods | 16 | Piers Courage   | Frank Williams Racing Cars     | Brabham-Cosworth | 18    | Rezervoar za gorivo | 12     |
| Ods | 4  | Bruce McLaren   | Bruce McLaren Motor Racing Ltd | McLaren-Cosworth | 12    | Vžig                | 6      |
| DNS | 18 | Roy Pike        | Jack Smith                     | Brabham-Climax   |       | Črpalka za gorivo   | (13)   |
| DNS | 10 | John Surtees    | Owen Racing Organisation       | BRM              |       | Trčenje             | -      |